# Peter Ficker
Peter Ficker, född den 8 juni 1951 i São Paulo, är en brasiliansk seglare.
Han tog OS-brons i Flying Dutchman i samband med de olympiska seglingstävlingarna 1976 i Montréal.